# Olapa tavetensis
Olapa tavetensis este o molie din familia Erebidae.

## Distributie
Se găsește în Burundi, Camerun, Comore, Republica Congo, Republica Democrată Congo, Kenya, Nigeria, Africa de Sud, Sudan și Tanzania.
Această specie are o anvergură de 40mm. Aripile sunt albe, cu două mici pete negre la sfârșitul celulelor primare.

## Legături externe
- en Baza de date a genului Lepidoptera la Muzeul de istorie naturală